# Wohnsiedlung Nordstrasse
Die Wohnsiedlung Nordstrasse, auch Schindelhäuser genannt, ist eine kommunale Wohnsiedlung der Stadt Zürich in Wipkingen, die Ende der 1910er-Jahre erstellt wurde und 2012 saniert wurde.

## Geschichte
Die Siedlung liegt in Wipkingen an der Nordstrasse westlich der Rosengartenstrasse. Sie wurde nach dem Ersten Weltkrieg aufgrund von Wohnungnot und grosser Teuerung erstellt. Der Stadtrat gab 25 Mehrfamilienhäuser in Auftrag, wovon die ersten 21 als Fachwerkhäuser im Jahr 1918 in einer Bauzeit von nur sechs Monaten erstellt wurden, 1919 wurden die restlichen Häuser in Mauerwerk gebaut.
Bei den Fachwerkhäusern des ersten Bauloses wurde feuchtes Holz verwendet, sodass schnell Schäden auftraten und die Häuser 1922 mit Eternit-Schindeln verkleidet werden mussten, was der Siedlung auch den Namen gab. Nach dem Zweiten Weltkrieg wurden die Selbstversorgergärten in den Innenhöfen aufgehoben.
1976 beschloss der Stadtrat den Abbruch der Siedlung und einen Ersatzneubau. Gegen dieses Projekt formierte sich Widerstand im Quartier, der dazu führte, dass die Siedlung 1988 unter kommunalen Denkmalschutz gestellt wurde.

## Architektur
Die Mehrfamilienhäuser sind in Zeilen angeordnet. Zwei Zeilen – eine mit vier, die andere mit drei Häusern sind entlang der Nordstrasse angeordnet, zwei weitere Zeilen mit je zwei Häusern entlang der Trottenstrasse. Die östliche Zeile ist leicht zurückgesetzt, davor befindet sich ein kleiner Park, in dem der Rationierungsbrunnen steht. Links und rechts der westlichen Zeile ist je eine weitere Zeile mit zwei Häusern quer zur Trottenstrasse angeordnet. Unterhalb der Trottenstrasse befindet sich eine Zeile mit vier Häusern und unterhalb von dieser zwei Zeilen mit zwei Häusern quer zu dieser – dies sind die vier Häuser, die in Mauerwerk erstellt wurden. Östlich der Kleinerstrasse stehen an der Einmündung zur Trottenstrasse zwei weitere Fachwerkhäuser.
Jedes Haus hat ein zentrales Treppenhaus, um das pro Stockwerk zwei Wohnungen angeordnet sind. In der Siedlung sind 146 Wohnungen und ein Kindergarten untergebracht.